# إروين بانوفسكي
إروين بانوفسكي (30 مارس 1892 في هانوفر – 14 مارس 1968 في برينستون، نيو جيرسي)، مؤرخ فن ألماني، انتقل إلى الولايات المتحدة الأمريكية بعد صعود النظام النازي وتدهور فرصه الأكاديمية في ألمانيا. يُعتبر عمل بانوفسكي علامة بارزة في دراسة الأيقونات الحديثة، حيث قدم إسهامات مؤثرة من خلال أعماله مثل كتابه الشهير «النهضة والنهضات في الفن الغربي» ودراساته حول الفن الفلمنكي البدائي. لا تزال العديد من مؤلفاته تُعاد طباعتها حتى اليوم، ومنها كتابه «دراسات في الأيقونية: الموضوعات الإنسانية في فن عصر النهضة» (1939) ودراساته عن الفنان ألمبرت دورر التي نُشرت عام 1943. كان لأفكار بانوفسكي تأثير كبير في مجال التاريخ الفكري، خاصة من خلال استخدامه للمفاهيم التاريخية لتفسير الأعمال الفنية والعلاقة التبادلية بينهما.

## روابط خارجية
- إروين بانوفسكي على موقع الموسوعة البريطانية (الإنجليزية)
- إروين بانوفسكي على موقع مونزينجر (الألمانية)
- إروين بانوفسكي على موقع إن إن دي بي (الإنجليزية)